# WNBA Defensive Player of the Year Award
Women's National Basketball Association's Defensive Player of the Year Award – coroczna nagroda żeńskiej ligi koszykówki Women's National Basketball Association (WNBA) przyznawana od 1997 roku najlepszej defensywnej zawodniczce sezonu zasadniczego WNBA. 
Laureatka nagrody jest wybierana przez panel złożony z dziennikarzy oraz sprawozdawców sportowych z całych Stanów Zjednoczonych. Każdy z nich oddaje głos na pierwsze, drugie i trzecie miejsce. Pierwsze miejsce otrzymuje pięć punktów, drugie - trzy, trzecie - jeden. Zawodniczka z najwyższą sumą punktów, bez względu na liczbę pierwszych miejsce w głosowaniu, otrzymuje nagrodę.
Rekordzistką wśród wszystkich laureatek jest Tamika Catchings, która uzyskała ich pięć (stan na 2015).

## Laureatki
Cyfra w nawiasie oznacza kolejny wybór tej samej zawodniczki.
| Rok  | Zawodniczka             | Nar.              | Zespół              |
| ---- | ----------------------- | ----------------- | ------------------- |
| 1997 | Teresa Weatherspoon     | Stany Zjednoczone | New York Liberty    |
| 1998 | Teresa Weatherspoon (2) | Stany Zjednoczone | New York Liberty    |
| 1999 | Yolanda Griffith        | Stany Zjednoczone | Sacramento Monarchs |
| 2000 | Sheryl Swoopes          | Stany Zjednoczone | Houston Comets      |
| 2001 | Debbie Black            | Stany Zjednoczone | Miami Sol           |
| 2002 | Sheryl Swoopes (2)      | Stany Zjednoczone | Houston Comets      |
| 2003 | Sheryl Swoopes (3)      | Stany Zjednoczone | Houston Comets      |
| 2004 | Lisa Leslie             | Stany Zjednoczone | Los Angeles Sparks  |
| 2005 | Tamika Catchings        | Stany Zjednoczone | Indiana Fever       |
| 2006 | Tamika Catchings (2)    | Stany Zjednoczone | Indiana Fever       |
| 2007 | Lauren Jackson          | Australia         | Seattle Storm       |
| 2008 | Lisa Leslie (2)         | Stany Zjednoczone | Los Angeles Sparks  |
| 2009 | Tamika Catchings (3)    | Stany Zjednoczone | Indiana Fever       |
| 2010 | Tamika Catchings (4)    | Stany Zjednoczone | Indiana Fever       |
| 2011 | Sylvia Fowles           | Stany Zjednoczone | Chicago Sky         |
| 2012 | Tamika Catchings (5)    | Stany Zjednoczone | Indiana Fever       |
| 2013 | Sylvia Fowles (2)       | Stany Zjednoczone | Chicago Sky         |
| 2014 | Brittney Griner         | Stany Zjednoczone | Phoenix Mercury     |
| 2015 | Brittney Griner (2)     | Stany Zjednoczone | Phoenix Mercury     |
| 2016 | Sylvia Fowles (3)       | Stany Zjednoczone | Minnesota Lynx      |
| 2017 | Alana Beard             | Stany Zjednoczone | Los Angeles Sparks  |
| 2018 | Alana Beard (2)         | Stany Zjednoczone | Los Angeles Sparks  |
| 2019 | Natasha Howard          | Stany Zjednoczone | Seattle Storm       |
| 2020 | Candace Parker          | Stany Zjednoczone | Los Angeles Sparks  |
| 2021 | Sylvia Fowles (4)       | Stany Zjednoczone | Minnesota Lynx      |
| 2022 | A’ja Wilson             | Stany Zjednoczone | Las Vegas Aces      |
| 2023 | A’ja Wilson (2)         | Stany Zjednoczone | Las Vegas Aces      |